# Greenpoint Avenue híd
A Greenpoint Avenue híd egy felnyíló híd, keresztül halad rajta Greenpoint sugárút, így biztosítva összeköttetést a brooklyn-i Greenpoint, és a queens-i Blissville között. A Greenpoint sugárút tovább folytatódik kelet felé Queensben, ahol összeolvad a Roosevelt sugárúttal.
A hidat gyakran emlegetik még ''J. J. Byrne Memorial hídként. Nevét James J. Byrne után kapta, aki Brooklyn elnöke volt 1926 szeptemberétől, amíg még hivatali idejében 1930. március 14-én meg nem halt. Halála előtt ő volt a brooklyn-i közmunka biztos.

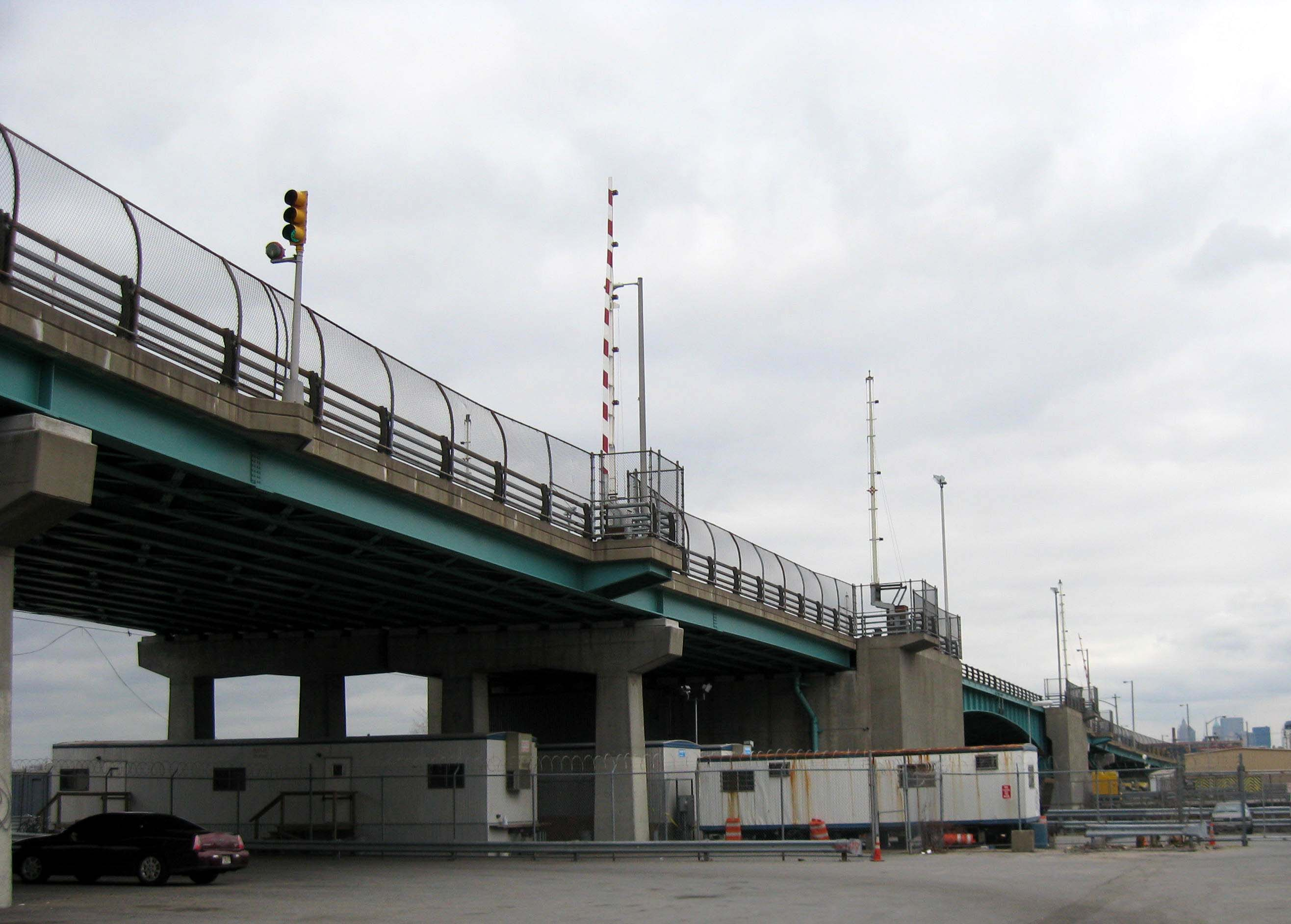
Queens-ből

A Greenpoint Avenue híd a hatodik híd, mely keresztezi a Newton patakot ezen a helyen. Az első felvonóhidat a patak fölé, még az 1850-es években, Neziah Bliss építette, amit Blissville hídnak neveztek el. Ezt követően három újabb hidat emeltek a patak fölé, mielőtt 1900 márciusában helyettesítették volna őket egy újjal. Egy újabb hidat adtak át 1929-ben, majd műszaki problémák miatt végül helyettesítve lett 1987-ben a jelenlegi konstrukcióval. Az új 1987-ben átadott híd építési költsége $32,2 millió volt. Tervezte a Hardesty & Hanover, kiknek köszönhetően a híd 1991-ben kiérdemelte az Amerikai Acél Konstrukciós Egyetem díját.

2009. március 30-án, New York City polgármestere, Michael Bloomberg a hídon tartott konferencia alkalmával bejelentette, hogy a szövetségi alaptól kapott $6 millióból fogják felújítani a hidat.

## Külső hivatkozások
- Official NYCDoT page